# 神仙轍
神仙轍是一組位於香港新界大㰖郊野公園中部、黄泥墩水塘西南部山脊的沖蝕溝。地表徑流在以花崗岩為基岩的山脊上侵蝕出一系畢直的細溝，延伸約400米。「轍」意思為車輪壓的痕跡，由於這些細溝直且深，看似神仙車輛來訪，神仙轍因而得名。「神仙轍」在1970-80年代，是一條熱門的遠足路線，踏入九十年代，當局在該山脊上植林，將枯枝落葉填入沖蝕溝，並將神仙轍山脊上的小徑從郊區地圖裡刪除，希望減少遊人前往。三項措施的目的係抑制土壤侵蝕。